# Prasona
Prasona – gaun wikas samiti w środkowej części Nepalu w strefie Narajani w dystrykcie Bara. Według nepalskiego spisu powszechnego z 2001 roku liczył on 579 gospodarstw domowych i 3468 mieszkańców (1739 kobiet i 1729 mężczyzn).